# Fanboy en Chum Chum
Fanboy en Chum Chum is een oorspronkelijk Canadees televisieprogramma, geproduceerd door Frederator Studios in opdracht van Nickelodeon.
De serie werd gecreëerd door Eric Robles en geregisseerd door Brian Sheesley en Jim Schumann. De serie werd voor het eerst getoond op de Amerikaanse versie van Nickelodeon op 6 november 2009. Op 5 april 2010 verscheen de serie voor het eerst op de Nederlandse zender Nickelodeon. De titelsong is gezongen door Rolf Koster.

## Karakters
Fanboy is een opvallend drukke jongen van elf jaar en draagt een paars masker, een groen pak en daarboven een onderbroek. Daarmee tracht hij een superheld, namelijk Fanman, te imiteren. Hij is veel langer dan zijn vriend Chum Chum. Chum Chum draagt een masker, heeft een geel en oranje pak en ook hij draagt daarboven een onderbroek.

## Engelse stemmen
- Fanboy: David Hornsby
- Chum Chum: Nika Futterman
- Chris Chuggy: Eric Robles / Jeff Bennett
- Kyle: Jamie Kennedy
- Marsha: Candi Milo
- Mr. Mufflin: Jeff Bennett
- Lenny: Jeff Bennett / Wyatt Cenac

## Nederlandse stemmen
- Fanboy: Jürgen Theuns
- Chum Chum: Marjolein Algera
- Chris Chuggy: Eric Robles
- Kyle: Rolf Koster
- Marsha: Marlies Somers
- Mr. Mufflin: Jan Nonhof
- Lenny: Stan Limburg